# Доброта незнайомців
«Доброта незнайомців» (англ. The Kindness of Strangers) — драматичний фільм 2019 року, поставлений режисеркою Лоне Шерфіґ у копродукції кінематографістів Данії, Канади, Швеції, Німеччини та Франції. Стрічку було обрано фільмом відкриття 69-го Берлінського міжнародного кінофестивалю, де 7 лютого 2019 відбулася її світова прем'єра.

## Сюжет
Дія відбувається в наші дні в розпал зими в Нью-Йорку. Четверо жителів міста переживають найгірший період свого життя. У кожного своя проблема — деспотичний чоловік, болісно низька самооцінка, відсутність роботи і особистого щастя. Герої зустрічаються в розкішному російською ресторані, де за взаємної підтримки починають усе з чистого аркуша.

## У ролях
| • Зої Казан          | … | Клара               |
| • Білл Наї           | … | Тимофей             |
| • Андреа Райзборо    | … | Аліса               |
| • Джей Барушель      | … | Джон Петер          |
| • Калеб Лендрі Джонс | … | Джефф               |
| • Давид Денсік       | … | Ларс                |
| • Тахар Рахім        | … | Марк                |
| • Деніел Кеш         | … | орендодавець Джеффа |
| • Джек Фултон        | … | Ентоні              |
| • Есбен Смед Єнсен   | … | Річард              |
| • Ліза Кодрингтон    | … | Бонні               |
| • Ніколай Копернікус | … | Сергій              |

## Знімальна група
- Автор сценарію — Лоне Шерфіґ
- Режисер-постановник — Лоне Шерфіґ
- Продюсери — Малене Бленков, Сандра Каннінгем
- Виконавчі продюсери — Марк Бейлбі, Тайсон Біднер, Томас Гаммльтофт, Тім Геґарті, Крістіна Кубацькі, Дагюр Каурі, Оле Крістіан Мадсен, Петер Надерман, Ґевін Пулман, Джеймс Прайс, Андреа Скарсо, Пітер Тач
- Співпродюсери — Робін Касс, Патрик Райборн
- Оператор — Себастьян Бленков
- Композитор — Ендрю Локінгтон
- Монтаж — Кем Маклохлін
- Художник-постановник — Керол Спайєр
- Художник-костюмер — Луїз Ніссен
- Художник-декоратор — Мері Керкленд
- Артдиректори — Джейсон Кларк, Сорен Шварцберг

## Нагороди та номінації
| Список нагород та номінацій                | Список нагород та номінацій | Список нагород та номінацій | Список нагород та номінацій | Список нагород та номінацій | Список нагород та номінацій |
| Кінофестиваль/Кінопремія                   | Рік                         | Категорія                   | Номінант(и)                 | Результат                   | Дж                          |
| ------------------------------------------ | --------------------------- | --------------------------- | --------------------------- | --------------------------- | --------------------------- |
| 69-й Берлінський міжнародний кінофестиваль | 2019                        | Золотий ведмідь             | Доброта незнайомців         | Номінація                   |                             |